# Obwód Pernik
Obwód Pernik (bułg. Област Перник) – jedna z 28 jednostek administracyjnych Bułgarii, położona w zachodniej części kraju.

## Skład etniczny
W obwodzie żyje 149 832 ludzi, z tego 145 642 Bułgarów (97,20%), 108 Turków (0,07%), 3035 Romów (2,02%), oraz 1047 osób innej narodowości (0,69%).